# Завод азотних добрив у Панагарсі
Завод азотних добрив у Панагарсі – підприємство хімічної промисловості в індійському штаті Західна Бенгалія. 
В 2021 році на майданчику заводу ввели в дію виробництва аміаку та сечовини добовою продуктивністю 2200 тон та 3850 тон відповідно (номінальна річна потужність по цим продуктам рахується як 0,73 млн  тон та 1,27 млн тон).  
Як сировину для синтезу аміаку використовують природний газ, що надходить по відгалуженню від трубопроводу Фулпур – Халдія.
Для забезпечення енергетичних потреб завод має власну електростанцію потужністю 54 МВт.
Проект реалізувала компанія Matix Group.